# Ященко Олексій Антонович
Олексій Антонович Ященко (? — ?) — радянський державний діяч, міністр рибної промисловості Української РСР. 

## Життєпис
Освіта вища. Член ВКП(б).
Перебував на керівних посадах у рибній промисловості СРСР.
На 1938—1939 роки — заступник начальника Головсхідриби Народного комісаріату рибної промисловості СРСР.
З березня 1941 (перезатверджений в листопаді 1944 року) до травня 1951 року — заступник народного комісара (міністра) рибної промисловості Української РСР.
У грудні 1952 — березні 1953 року — міністр рибної промисловості Української РСР.
У квітні — жовтні 1953 року — заступник міністра легкої і харчової промисловості Української РСР.
У жовтні 1953 — травні 1954 року — заступник міністра промисловості продовольчих товарів Української РСР.
7 травня 1954 — вересень 1955 року — міністр рибної промисловості Української РСР.
На 1963 рік — головний спеціаліст, заступник начальника управління Державного комітету із рибного господарства при Раді народного господарства СРСР у Москві.

## Нагороди
- орден «Знак Пошани» (2.04.1939)
- медаль «За трудову доблесть» (13.04.1963)
- медалі